# 鶴屋百貨店
株式会社鶴屋百貨店（つるやひゃっかてん、英称:TSURUYA DEPARTMENT STORE Co., Ltd.）は、熊本県で百貨店を運営する会社。通称：鶴屋。熊本鶴屋と表記されることもある。
熊本を代表する老舗百貨店で、売場面積は日本最大級。キャッチフレーズは『上質なくらしを提案する郷土のデパート。』。2022年に創業70周年を迎えた。

## 概要
鶴屋本館・東館の2館に加えて近辺にNew-S（ニューズ）館（びぷれす熊日会館）、WING（ウイング）館があり、計4館にて営業している。百貨店単体としての売場面積は76,592㎡で、全国7位(大手百貨店を除くと最大)である。熊本市の中心市街地である下通地区に位置しており、熊本城からもほど近い。
県民百貨店の閉店後、熊本市内唯一の百貨店になる。大手系列や電鉄系を除く地場百貨店では全国4位の売上高であり、3位で経営再建中の井筒屋に迫っている。
本館1階にはサテライトスタジオが設けられている。このスタジオからは、土日午後2時5分より20分間、RKKラジオの最長寿番組『午後2時5分一寸一服』の公開生放送が行われており、当該時間帯には店内でもこの番組が流される。また同スタジオでは、FMKが毎週金曜日午後4時から『FMK Feel the Voice』、ほか熊本シティエフエムでも数番組を当地から生放送している。
なおRKKラジオ『午後2時5分一寸一服』の番組中、随所に同店のイメージソング「鶴屋ラララ」が流れており、この曲をバックに同店で行われる催し物のお知らせなどが放送される。
営業時間は、基本的に10:00 - 19:00。（WING館は毎日20:00まで営業、New-S館は10:30 - 20:00。年末などは20:00まで延長することもある）。本館7階鶴屋レストランアベニュー（レストラン街）は11:00 - 21:00。元日以外はほとんど毎日営業しているが、定休日となる場合には火曜日に設定されている。
夏季には、本館7階屋上にてビアガーデンを営業している。
鶴屋のロゴマークは開店以来使用され続けているもので、鶴の巣篭もりをイメージしているものである。アルファベットロゴは、以前ハイランドグループに加盟していたこともあり、髙島屋と同じ書体を使用している。ただし他の百貨店と違い、漢字ロゴもポスター、包装紙などに使用されている。紙袋、包装紙は白地に赤と紺のラインが入ったものを使用。シーズンによっては熊本県のイメージキャラクターであるくまモンが入っている紙袋も併用している。なお、以前の包装紙は公募して選ばれたカーネーションをモチーフとしたものを1965年から使用していた。
このデパートのマスコットキャラクターとして、つるッピーというキャラクターがいる。ツルの女の子で、鶴屋女子バスケットボール部の公式キャラクターになっている。

## 沿革
- 1951年（昭和26年） - ちゝぶや呉服店と古荘本店の共同出資により設立。
- 1952年（昭和27年）6月22日 - 熊本市にて開店（地上3階、地下1階）。
- 1953年（昭和28年）
  - 6月26日 - 白川大水害で地下1階と地上1階が浸水。
- 1954年（昭和29年）3月 - 第1期増築工事完成（地上6階、地下1階）。
  - - 第2期増築工事完成（地上6階、地下1階）。
- 1962年（昭和37年） - 創業10周年。シンボルマーク制定、店花にカーネーションを採用。
- 1968年（昭和43年） - 鶴屋ストア託麻団地店オープン（熊本市営託麻団地1階）。
- 1969年（昭和44年）10月 - 西日本初の立体駐車場完成。
- 1971年（昭和46年）1月 - 売場坪当り売り上げ296万円を達成、日本百貨店協会加盟店全国1位の成果となる。
- 1973年（昭和48年） - 大幅改築工事完成、日本の百貨店としては初のルックインエスカレーターが登場。
  - 10月1日 - 全国のデパートでも初の試みであるサテライトスタジオが誕生。
- 1985年（昭和60年）5月 - 八代ACT-6出店。
- 1989年（平成元年）12月 - 収容1,000台を誇る大駐車場「鶴屋パーキング」完成。
- 1993年（平成5年）11月 - WING（ウイング）館オープン（熊本ファミリー銀行（現・熊本銀行）下通支店等を含めて改築したビル）。
- 1995年（平成7年）3月 - WING-II（ウイング2）オープン（WING館向かい桑本ビル1階・2階）。
- 1999年（平成11年）5月 - NEXSTAGE（ネクステージ）館オープン。
- 2002年（平成14年）
  - 3月23日 - 鶴屋本館・東館グランドオープン（東館は、熊本県福祉会館等の再開発ビル「テトリアくまもと」）。同時にWING館を全面改装（コムサストア熊本店となる）。
  - 4月6日 - New-S（ニューズ）館オープン。
- 2006年（平成18年）3月 - WING館全面改装。
- 2007年（平成19年）10月19日 - 鶴屋ストア浜線店を改装し、『鶴屋FoodyOne』（つるやフーディーワン）浜線店としてリニューアルオープン。
- 2008年（平成20年）
  - 3月1日 - 本館地下食品フロアグランドオープン。
  - 11月20日 - 鶴屋FoodyOne御領店オープン。
- 2009年（平成21年）
  - 8月9日 -　WING-IIのテナント「CCM」閉店に伴い閉鎖。
  - 11月27日 - 鶴屋ストア楠店を改装し、鶴屋FoodyOne楠店としてリニューアルオープン。
- 2011年（平成23年）
  - 3月12日 - ネクステージ館を全面改装し、鶴屋ラン・マルシェをオープン。
  - 11月18日 - 鶴屋FoodyOne新大江店オープン。
- 2012年（平成24年）
  - 1月22日 - 上通アーケード内の「ブルックス・ブラザーズ」が本館5階移転に伴い閉鎖。
  - 6月22日 - 創業60周年を迎える。
  - 3月24日 - くまもと森都心に鶴屋FoodyOne森都心店オープン。
- 2013年（平成25年）
  - 3月20日 - 東館6階に東急ハンズ熊本店オープン。
  - 9月11日 - 本館6階フロア（愛称：キッズテリア）と本館9階屋上（愛称：スマイリア）をリニューアルオープン。
- 2015年（平成27年）
  - 3月1日 - 県民百貨店閉鎖に伴い、この日から熊本県内唯一のデパートに。また、県民百貨店から120名もの社員を受け入れた。
  - 8月31日 - 本館1階のエルメスが閉店（エルメスの店舗展開変更による閉店）。
- 2016年（平成28年）
  - 4月15日 - 前日発生した熊本地震ならびにその余震の影響で、鶴屋本館・東館・ウィング館、New-S、ラン・マルシェ、地方各店（荒尾店を除く）等で、この日の営業をすべて取りやめ、臨時休業日とした[8]。
  - 4月23日 - 東館、WING館（1階のみ）、New-Sが営業再開[9]。
  - 5月7日 - 八代生活彩館、熊本地震の影響により閉店[広報 1]。
  - 5月14日 - 本館が一部営業再開[広報 2]。
  - 6月1日 - 全館で本格的に営業再開（本館屋上を除く）。
  - 11月10日 - 鶴屋FoodyOne森都心店、賃貸借契約期間満了につき閉店。
- 2017年（平成29年）
  - 6月22日 - 創業65年を迎える。
- 2021年（令和3年）
  - 8月 - 本館大規模リニューアル（4店新規開店）[10]。
- 2022年（令和4年）
  - 2月 - 本館2階をリニューアル[10]
  - 4月 - New－S館の地下1階と地上2階を改装（地下1階は全面改装、地下2階は一部改装）[10]

## 運営店舗
- 鶴屋熊本本店
  - 鶴屋本館・東館
  - WING館
  - New-S
- 日赤店

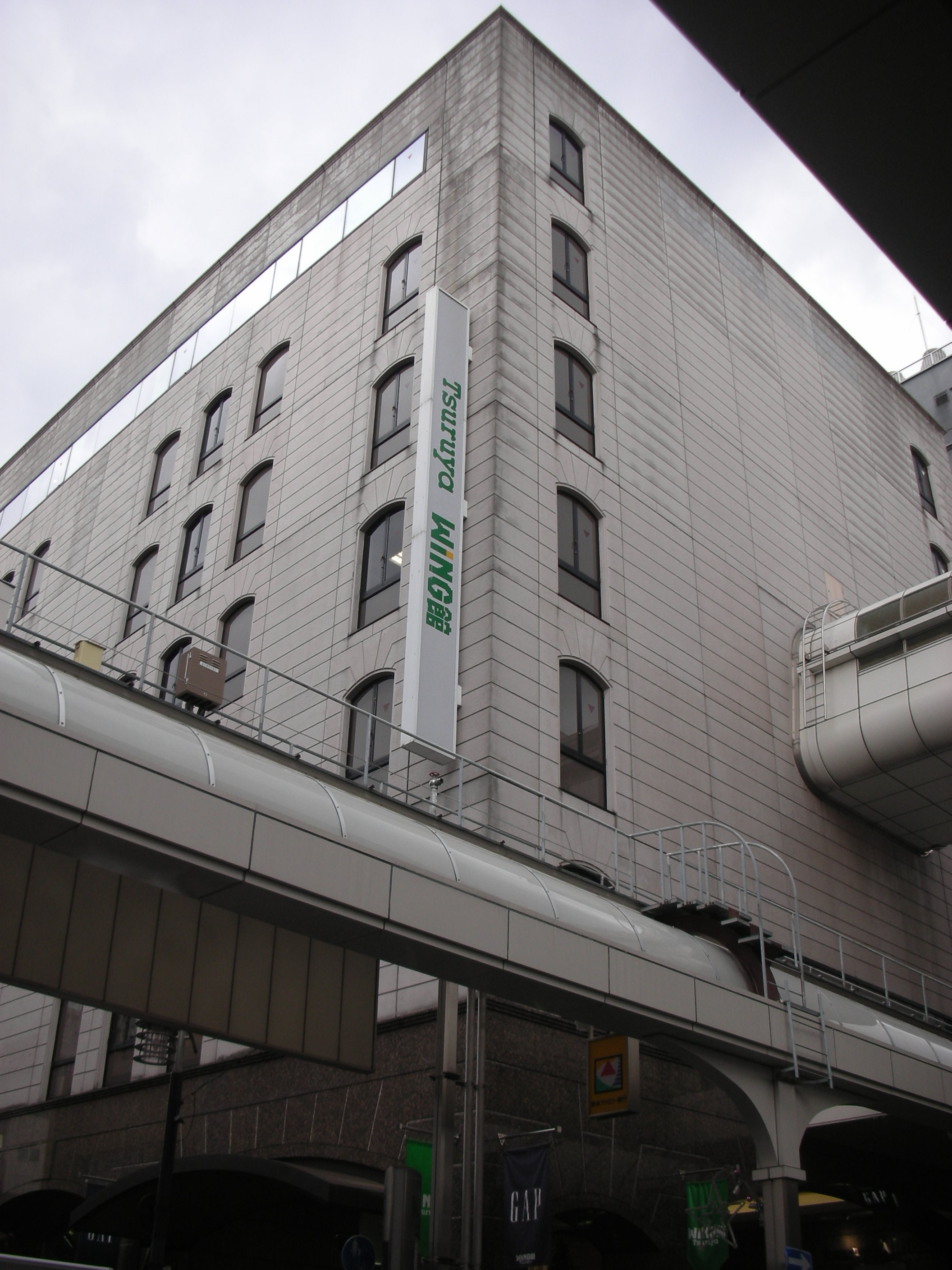
WING館

- 八代ACT-6（八代市花園町3-8[1]、外商出張所併設[1]）
- 人吉店（外商出張所併設）
- 天草店（天草市港町、外商出張所併設）
- 玉名出張所（外商出張所）
- 鶴屋FoodyOne（子会社の鶴屋商事が経営）
  - 浜線店（熊本市南区田迎、旧鶴屋ストア浜線店）
  - 御領店（熊本市東区御領、エブリワンマートタブリエ託麻店跡地）
  - 楠店（熊本市北区楠、旧鶴屋ストア楠店）
  - 新大江店（熊本市中央区新大江）
- 道の駅 文化の森 大津店（子会社の熊本文化の森が経営。国道57号沿い）

### かつて存在した店舗
- NEXSTAGE館→鶴屋ラン・マルシェ（熊本市中央区下通、ラン・マルシェは鶴屋FoodyOne同様、子会社の鶴屋商事が経営、現在：サンドラッグ熊本下通店）
- WING-II（現在：ダイソー熊本駕町通り店）
- ブルックス・ブラザーズ館（現在：メンフィス）
- 八代生活彩館（八代市本町2447[1]、熊本地震の影響により閉店）
- 鶴屋FoodyOne森都心店（熊本市西区春日・くまもと森都心内、賃貸借契約期間満了につき閉店）
- 熊本空港売店 阿蘇くまもと空港店（ターミナルビル建て替えのため閉店）
- 山鹿ACT6
- 水俣店（外商出張所併設）
- 荒尾店（外商出張所併設、ゆめタウンシティモール内、2021年8月22日閉店）
- 桜十字病院店（2025年6月30日閉店、現在：ローソンS桜十字病院店）

## 関連企業
- 鶴屋商事株式会社（スーパーマーケット「鶴屋FoodyOne」等を経営）
- 株式会社鶴屋友の会
- 株式会社鶴屋パーキング
- 甘夏ローヤル株式会社（果汁飲料の製造販売）
- 株式会社鶴屋クレジットサービス
- 株式会社鶴屋フーズ
- 株式会社鶴屋ビジネスサポート
- 株式会社鶴屋ウェルネスサポート
- 株式会社熊本文化の森
- 株式会社マドック熊本
- 株式会社熊本観光バス（鶴屋主催のツアー旅行に使用する貸切バスを保有）

## フロア構成

### 本館
| 階      | フロア概要 |
| ------- | --- |
| 9階     | 屋上遊びの広場「スマイリア」 |
| 8階     | 眼鏡・補聴器・ウィッグ・ちふれ お得意様カウンター（外商・友の会サロン・クレジット／保険サロン） 商品券サロン・リフォームブティック・美術ギャラリー・トラベル                |
| 7階     | 鶴屋レストランアベニュー・屋上ビアガーデン（夏季のみ）・喫煙所 ※東館5階連絡通路                                                                                             |
| 6階     | 催事場・キッズテリア（子供服・ベビー服・学童文具・玩具・サンリオ・くまモンショップ） 駐輪場                                                                                 |
| 5階     | ホームテリア（リビング用品）・学生服・駐輪場 ※WING館4階との連絡通路 |
| 4階     | 婦人服（ミセスファッション・プレタファッション） |
| 3階     | 婦人服（キャリアファッション・デザイナーズファッション）・婦人肌着・駐輪場 ※東館2階との連絡通路                                                                             |
| 2階     | 婦人服（ヤングファッション）・婦人靴・ハンドバッグ・旅行用品・免税カウンター・カフェモロゾフ                                                                                |
| 1階     | シャンデリア 化粧品・服飾雑貨・特撰ブティック（ティファニー・コーチ・ロレックス・モラビト・バカラ） サテライトスタジオ・総合案内所・駐輪場受付・ATM（肥後銀行・みずほ銀行） |
| 地下1階 | 食品（総菜・和洋菓子・銘茶・乾物・酒・フードコート「オイシア」） ATM（熊本銀行・ゆうちょ銀行・信用金庫・労働金庫）                                                          |
| 地下2階 | 食品（生鮮食品・グロサリー・米・健康食品） ※東館地下1階・東館駐車場（テトリア鶴屋パーキング）・鶴屋パーキングとの連絡通路                                                   |

### 東館（テトリアくまもと）
| 階      | フロア概要 |
| ------- | --- |
| 10階    | くまもと県民交流館パレア（パレアホール・会議室6・会議室7・会議室8・音楽室1・音楽室2・和室・多目的スタジオ）                                                                       |
| 9階     | くまもと県民交流館パレア（会議室1・会議室2・会議室3・会議室4・会議室5・会議室9・こども室・パレアルーム・情報ライブラリー・印刷製本室）                                            |
| 8階     | 鶴屋ふれあいギャラリー・メンバーズラウンジ |
| 7階     | 鶴屋ホール・宴会場「カーネーションサロン」・サロンドシャトー・結婚式場・和室 |
| 6階     | ハンズ ズッソ ヘアーサロン |
| 5階     | コレクティア（紳士カジュアル・呉服・時計・宝飾・スポーツ・ダンス用品・書籍） ※本館7階との連絡通路                                                                                 |
| 4階     | ジェントリア（紳士服・紳士靴） |
| 3階     | スタイリア（婦人服・紳士服） 鶴屋クラシックサロン |
| 2階     | 特撰ブティック（グッチ・プラダ・サルバトーレフェラガモ・ボッテガ・ヴェネタ・ジミーチュウ・エトロ・ヒューゴーボス・トリーバーチ・ミッソーニ・マックスマーラ） ※本館3階との連絡通路 |
| 1階     | パークテリア（メンズ・レディスセレクトショップ・ファッショングッズ・カフェ他）・総合案内所 くまもと県民交流館パレア（くまモンスクエア）                                           |
| 地下1階 | エンジェリア（レディスファッション・カフェ他）・ATM（肥後銀行） ※本館地下2階との連絡通路                                                                                          |
| 地下2階 | テトリア鶴屋パーキング（駐車場） |
| 地下3階 | テトリア鶴屋パーキング（駐車場） |

### WING館
| 階      | フロア概要                                |
| ------- | ----------------------------------------- |
| 7階     |                                           |
| 6階     | 熊日生涯学習プラザ鶴屋教室                |
| 5階     | 事務所                                    |
| 4階     | ユザワヤ（手芸用品） ※本館5階との連絡通路 |
| 3階     | GAP キッズ&ベビー                         |
| 2階     | GAP レディス                              |
| 1階     | GAP メンズ                                |
| 地下1階 | 熊本銀行下通支店                          |

### New-S（びぷれす熊日会館地下1階 - 2階）
| 階      | フロア概要 |
| ------- | --- |
| 2階     | ABCマート プレミアステージ、オルビス・ザ・ショップ、エテ、POU DOU DOU、オズモーシス、スリーコインズ プラス、スターバックスコーヒー、ビーワン、ビス、アズノウアズコンシート、アモスタイル ※ホテル日航熊本2階との連絡出入口 |
| 1階     | ナノ・ユニバース、マウジー、シップス、スピックアンドスパン、トゥモローランド、ユナイテッドアローズ グリーンレーベルリラクシング、アダムエロペ、エポカ、ニワカ、ビルケンシュトック                                         |
| 地下1階 | アルペンアウトドアーズ |

## CM
1980年代前半、芸能界デビュー前の斉藤慶子（当時熊本大学に在学中）が同社のテレビCMに出演。そのロケ地は新宿副都心の三井ビル近辺であった。
なお、母の日フェアのCMに関しては、テレビCM、通常のラジオCM、『午後2時5分一寸一服』内の生コマーシャルも含めた全てのバージョンで同じBGMが用いられている。

## 実業団バスケットボール
女子バスケットボール部を持つ。2005年の第1回全日本社会人バスケットボール選手権大会で優勝するなど、実業団バスケットボールでは全国的な強豪として知られる。

## 全国有名駅弁当とうまいもの大会
1965年より始まった駅弁大会で東京で行われる京王百貨店の駅弁大会と大阪で行われる阪神百貨店の駅弁大会と並んで三大駅弁大会と呼ばれている。現在の名称は1970年の第6回大会より使用されており、初めは九州駅弁当大会や西日本有名駅弁当大会という名称で行われていた。
鶴屋本館6階にある催事場で行われる。
開催期間は2019年の第56回大会より1月の第3週水曜日から2月の第2週までの20日間程度 に期間が延長されており第1弾から第3弾までが行われている。なお各弾の最終日は入れ替え等を行うため午後5時に閉場する。また、最終日は午後4時に閉場する。
毎年100種類を超える駅弁・うまいものが実演・直送で販売されている。また、赤福や限定弁当が販売される際は毎年開店直後より行列ができる。
2023年に行われた第60回大会では第1弾において60回記念弁当が数店舗で販売された。

## テレビ番組
- 日経スペシャル カンブリア宮殿 新春拡大SP 百貨店は、まだ死なない！（2017年1月5日、テレビ東京）[14]

## 書籍

### 関連書籍
- 『鶴屋駅弁当ものがたり 鶴屋創業65周年記念』（著者:株式会社鶴屋百貨店）（2017年5月1日、鶴屋百貨店/熊日サービス開発出版） ISBN 9784908313257

#### 広報資料・プレスリリースなど一次資料
1. ↑  鶴屋百貨店 八代生活彩館閉店のお知らせ 鶴屋百貨店
2. ↑  鶴屋本館営業再開のお知らせ 鶴屋百貨店